# Hatley St George
Hatley St George – wieś w Anglii, w Cambridgeshire, w dystrykcie South Cambridgeshire, w civil parish Hatley. W 1951 roku civil parish liczyła 67 mieszkańców. Hatley St George jest wspomniana w Domesday Book (1086) jako Hatelai.